# Lars Jørgen Madsen
Lars Jørgen Madsen (ur. 19 lipca 1871 w Beldringe, zm. 1 kwietnia 1925 w Harridslev) – duński strzelec, pięciokrotny medalista olimpijski, multimedalista mistrzostw świata.

## Biografia
Startował pięciokrotnie na igrzyskach olimpijskich (IO 1900, IO 1908, IO 1912, IO 1920, IO 1924), biorąc udział w przynajmniej 26 konkurencjach. Na swoich pierwszych igrzyskach wywalczył złoty medal w strzelaniu z karabinu dowolnego stojąc z 300 m. Kolejne dwa medale zdobył dwanaście lat później. Wywalczył je w strzelaniu z karabinu dowolnego w trzech postawach z 300 m (srebro indywidualnie oraz brąz drużynowo). Podczas igrzysk w 1920 roku w Antwerpii dwukrotnie stał na podium. Było to w karabinie wojskowym stojąc z 300 m (srebro indywidualnie i złoto w drużynie). W Paryżu, podobnie jak w Londynie, nie osiągał medalowych pozycji.
Madsen ma w swoim dorobku 13 medali, w tym 3 złote, 3 srebrne i 7 brązowych. Zdobył je na przestrzeni 25 lat na sześciu czempionatach. Tytuły mistrzowskie wywalczył w konkurencjach indywidualnych: w karabinie dowolnym w trzech postawach z 300 m (1899) i karabinie dowolnym stojąc z 300 m (1900, 1908). Wielokrotny mistrz Danii.
W wieku 22 lat przeniósł się do Kopenhagi. W 1900 roku ukończył studia medyczne na tamtejszym Uniwersytecie Kopenhaskim. Po ich ukończeniu pracował do śmierci jako lekarz w Harridslev. Zmarł na zawał serca. W Harridslev został uhonorowany pomnikiem i ulicą własnego imienia.

## Wyniki

### Igrzyska olimpijskie
| Igrzyska                                        | Konkurencja                                     | Wynik                                         | Miejsce | Źródło |
| ----------------------------------------------- | ----------------------------------------------- | --------------------------------------------- | ------- | ------ |
| Paryż 1900                                      | Karabin dowolny, trzy postawy, 300 m            | 905 pkt. (301–299–305)                        | 5       | [ 9 ]  |
| Karabin dowolny, trzy postawy, 300 m, drużynowo | 4278 pkt. (druż.) 905 pkt. ind. (301–299–305)   | 4                                             | [ 10 ]  |        |
| Karabin dowolny leżąc, 300 m                    | 301 pkt.                                        | 16                                            | [ 11 ]  |        |
| Karabin dowolny klęcząc, 300 m                  | 299 pkt.                                        | 8                                             | [ 12 ]  |        |
| Karabin dowolny stojąc, 300 m                   | 305 pkt.                                        |                                               | [ 1 ]   |        |
| Londyn 1908                                     | Karabin dowolny, trzy postawy, 300 m            | 813 pkt. (283–294–236)                        | 14      | [ 13 ] |
| Londyn 1908                                     | Karabin dowolny, trzy postawy, 300 m, drużynowo | 4543 pkt. (druż.) 816 pkt. ind. (279–297–240) | 4       | [ 14 ] |
| Sztokholm 1912                                  | Karabin dowolny, trzy postawy, 300 m            | 981 pkt. (330–333–318)                        |         | [ 2 ]  |
| Karabin dowolny, trzy postawy, 300 m, drużynowo | 5529 pkt. (druż.) 973 pkt. ind. (311–335–327)   |                                               | [ 3 ]   |        |
| Karabin małokalibrowy leżąc, 50 m, drużynowo    | 708 pkt. (druż.) 180 pkt. (ind.)                | 5                                             | [ 15 ]  |        |
| Karabin wojskowy, drużynowo                     | 1419 pkt. (druż.) 247 pkt. ind. (70–65–63–49)   | 8                                             | [ 16 ]  |        |
| Pistolet dowolny, 50 m                          | 452 pkt.                                        | 14                                            | [ 17 ]  |        |
| Antwerpia 1920                                  | Karabin dowolny, trzy postawy, 300 m            | 951 pkt. (324–307–320)                        | ?       | [ 18 ] |
| Antwerpia 1920                                  | Karabin dowolny, trzy postawy, 300 m, drużynowo | 4644 pkt. (druż.) 951 pkt. ind. (324–307–320) | 5       | [ 19 ] |
| Antwerpia 1920                                  | Karabin małokalibrowy stojąc, 50 m              | 378 pkt.                                      | ?       | [ 20 ] |
| Antwerpia 1920                                  | Karabin małokalibrowy stojąc, 50 m, drużynowo   | 1862 pkt. (druż.) 378 pkt.                    | 4       | [ 21 ] |
| Antwerpia 1920                                  | Karabin wojskowy leżąc, 300 m                   | 57 pkt.                                       | ?       | [ 22 ] |
| Antwerpia 1920                                  | Karabin wojskowy leżąc, 300 m, drużynowo        | 268 pkt. (druż.)                              | 13      | [ 23 ] |
| Antwerpia 1920                                  | Karabin wojskowy leżąc, 600 m                   | 55 pkt.                                       | ?       | [ 24 ] |
| Antwerpia 1920                                  | Karabin wojskowy stojąc, 300 m                  | 55 pkt.                                       |         | [ 4 ]  |
| Antwerpia 1920                                  | Karabin wojskowy stojąc, 300 m, drużynowo       | 266 pkt. (druż.) 55 pkt. (ind.)               |         | [ 5 ]  |
| Antwerpia 1920                                  | Pistolet dowolny, 50 m                          | 450 pkt.                                      | ?       | [ 25 ] |
| Antwerpia 1920                                  | Pistolet dowolny, 50 m, drużynowo               | 2159 pkt. (druż.) 450 pkt. (ind.)             | 8       | [ 26 ] |
| Paryż 1924                                      | Karabin dowolny leżąc, 600 m                    | 82 pkt.                                       | 24      | [ 27 ] |
| Paryż 1924                                      | Karabin dowolny, drużynowo                      | 626 pkt. (druż.) 127 pkt. (ind.)              | 6       | [ 28 ] |
| Paryż 1924                                      | Karabin małokalibrowy leżąc, 50 m               | 386 pkt.                                      | 24      | [ 29 ] |

### Medale mistrzostw świata
Opracowano na podstawie materiałów źródłowych:
| Mistrzostwa     | Konkurencja                                     | Wynik                              | Miejsce |
| --------------- | ----------------------------------------------- | ---------------------------------- | ------- |
| Loosduinen 1899 | Karabin dowolny, trzy postawy, 300 m            | 943 pkt.                           |         |
| Loosduinen 1899 | Karabin dowolny, trzy postawy, 300 m, drużynowo | 4390 pkt. (druż.) 943 pkt (ind.)   |         |
| Loosduinen 1899 | Karabin dowolny stojąc, 300 m                   | 306 pkt.                           |         |
| Paryż 1900      | Karabin dowolny stojąc, 300 m                   | 305 pkt.                           |         |
| Wiedeń 1908     | Karabin dowolny stojąc, 300 m                   | 317 pkt.                           |         |
| Rzym 1911       | Karabin dowolny stojąc, 300 m                   | 317 pkt.                           |         |
| Viborg 1914     | Karabin dowolny, trzy postawy, 300 m            | 1024 pkt.                          |         |
| Viborg 1914     | Karabin dowolny, trzy postawy, 300 m, drużynowo | 4871 pkt. (druż.) 1024 pkt. (ind.) |         |
| Viborg 1914     | Karabin dowolny leżąc, 300 m                    | 357 pkt.                           |         |
| Mediolan 1922   | Karabin dowolny, trzy postawy, 300 m, drużynowo | 4965 pkt. (druż.)                  |         |
| Mediolan 1922   | Karabin dowolny stojąc, 300 m                   | 340 pkt.                           |         |
| Reims 1924      | Karabin dowolny klęcząc, 300 m                  | 361 pkt.                           |         |
| Reims 1924      | Pistolet dowolny, 50 m, drużynowo               | 2540 pkt.                          |         |